# Asturisch

Kaart van de Asturische dialecten

Asturisch (asturianu of bable) of Astur-Leonees (Asturllionés) is een Iberisch-Romaanse taal die gesproken wordt in sommige delen van de Spaanse provincies Asturië en León, en in het gebied Miranda do Douro in Portugal (waar het officieel erkend is als Mirandees). In Asturië is de taal beschermd onder de wetgeving van de Autonome Status en is het een keuzevak op school. Vanwege diglossie tussen het Asturisch en het Spaans beschouwden sommigen het als een dialect, maar het wordt meer gezien als een aparte taal. In 1994 waren er ongeveer 100.000 eerste-taalsprekers en 450.000 tweede-taalsprekers.
De taal ontwikkelde zich uit het Latijn met bijdragen van de voor-Romaanse talen die werden gesproken in het gebied van de Astures, een oude stam op het Iberisch Schiereiland. Castiliaans bereikte dit gebied pas later, in de 14e eeuw, toen de centrale regering gezanten en ambtenaren stuurde om politieke en kerkelijke posities te bekleden. Het Asturisch staat tussen het Castiliaans en het Portugees in, maar lijkt het meest op het Castiliaans.
Onder het fascistische regime van Francisco Franco is de taal sterk onderdrukt. Sinds 1980 wordt er veel moeite gedaan om het Asturisch te beschermen en te bevorderen. Maar de toestand van de taal is kritiek, met een grote daling in het aantal sprekers in de laatste 100 jaar. Portugal heeft een verdere stap gezet ter bescherming door de taal te erkennen. De weigering om Asturisch in Spanje officieel te erkennen doet de taal geen goed.  Sommigen beweren dat het Asturisch over twee generaties zal uitsterven.
Ondanks al de problemen die het beleid van zowel de Asturische als de Spaanse regering hebben veroorzaakt, is de laatste jaren het aantal jongeren gestegen die het Asturisch leren en gebruiken (vooral als geschreven taal), vooral onder intellectuelen en politiek actieve Asturianen en Leonezen die trots zijn op hun regionale identiteit.
De in 1981 opgerichte Academia de la Llingua Asturiana onderneemt activiteiten om de taal te laten overleven, waaronder het uitgeven van een grammatica, een woordenboek en tijdschriften. Een nieuwe generatie schrijvers is actief in de taal.

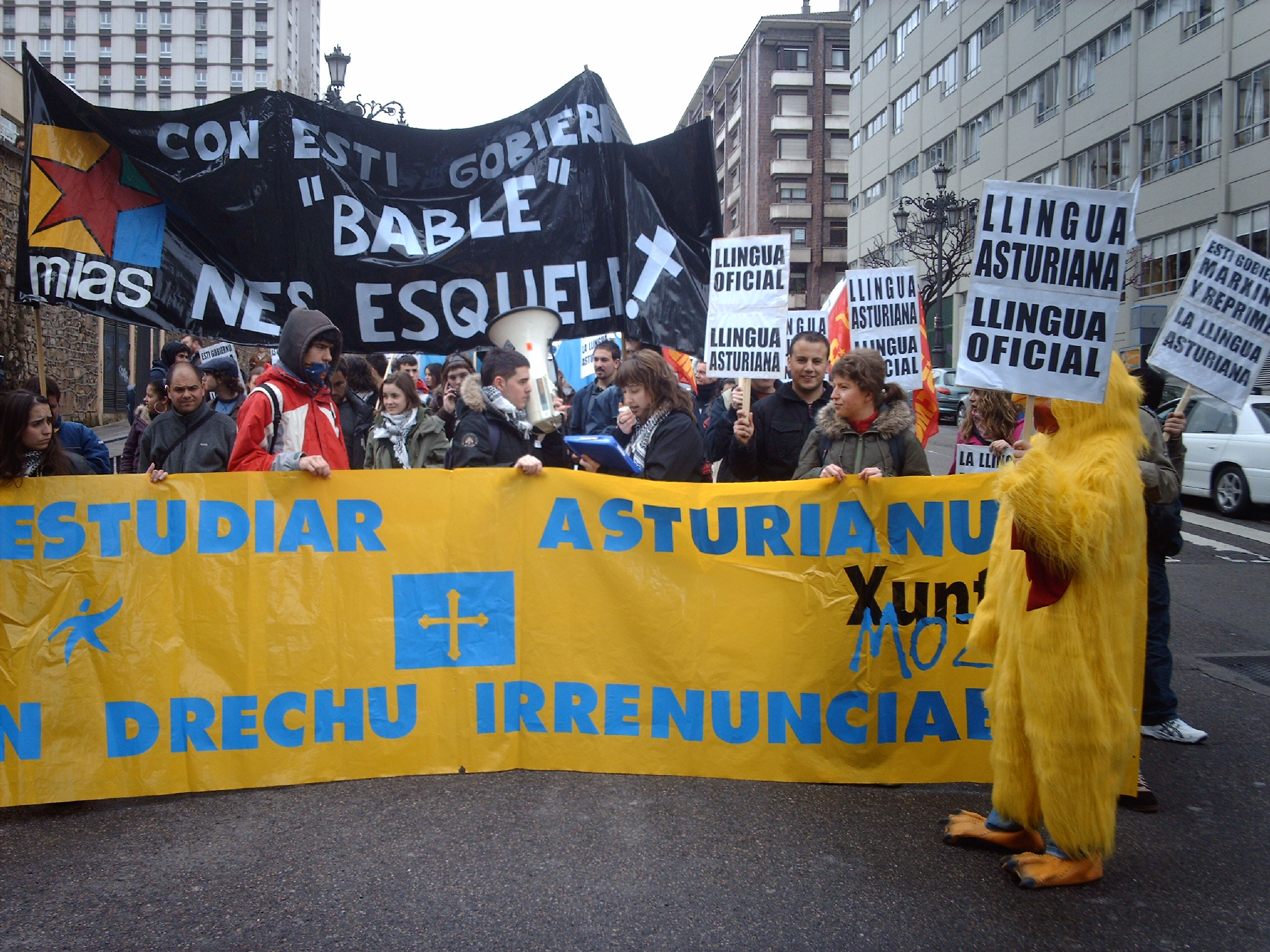
Demonstratie voor de erkenning van Asturisch als officiële taal